# Pedro Capó
Pedro Francisco Rodríguez Sosa (San Juan, 14 de novembro de 1980), também conhecido como Pedro Capó, é um cantor, compositor e ator porto-riquenho.

## Biografia
Ele estudou no Calasanz College. Ele começou a tocar violão em tenra idade e rapidamente se tornou um instrumentista destro. Mais tarde, ele se tornou guitarrista e passou a ser a voz principal do grupo Marka Registered.
Em 2017, Capó juntou-se a vários artistas, como Jennifer Lopez, Gloria Estefan e Rita Moreno em "Almost Like Praying", de Lin-Manuel Miranda. Todos os rendimentos da música beneficiaram a Federação Hispânica e seus esforços para ajudar as pessoas afetadas pelo Furacão Maria em Porto Rico.
Em 2018, depois de passar muito tempo na indústria de atuação, Capó voltou à música com um single chamado "Calma". Depois que Farruko se juntou a ele para o remix da música, o videoclipe se tornou um grande sucesso, com mais de 1,3 bilhão de visualizações no YouTube. No Spotify, ultrapassou 500 milhões de streams, tornando-se seu primeiro e maior sucesso em sua carreira musical.